# Silberbergtunnel
Der Silberbergtunnel ist ein etwa 660 Meter langer Tunnel durch den Silberberg bei Bad Neuenahr-Ahrweiler. Heute erinnert die Gedenkstätte Silberbergtunnel am ehemaligen Ostportal an den Schutz, den das Bauwerk im Zweiten Weltkrieg 2500 Menschen bot.

## Geschichte
Der Tunnel wurde für die ab 1910 erbaute Eisenbahnstrecke des Strategischen Bahndamms angelegt, wegen eines Baustopps 1923 wurde er jedoch nie mit Gleisen versehen. Westlich des Bauwerks schließt sich der Kuxbergtunnel an, östlich sollte das Weinbaugebiet der Ahr mit dem Adenbachviadukt überspannt werden, von dem nur die Pfeiler errichtet worden sind.
Nach dem Baustopp stand der Tunnel leer, Mitte der 1930er Jahre wurde eine Champignonzucht eingerichtet, um den Import des Edelpilzes aus Frankreich zu verringern. Hierfür wurde unter Leitung des Ahrweiler Bürgermeisters Eiden die Ahr-Edel-Pilzzucht-GmbH gegründet.
In den letzten Kriegsjahren suchten die Bewohner von Ahrweiler Schutz vor alliierten Bombenangriffen und zimmerten provisorische hölzerne Behausungen, „Büdchen“ genannt, in den Tunnel. Es entstand eine „Stadt im Berg“, die zwischenzeitlich 2.500 Personen Schutz bot. In der Mitte des Tunnels wurde die Adolf-Hitler-Allee freigehalten, um den Verkehr mittels Fahrrädern zu ermöglichen, alle Häuser waren mit Hausnummern markiert. In den engen Hütten gab es Läuse und Flöhe, doch die Bevölkerung bevorzugte das Leben im Tunnel gegenüber der Gefahr durch Luftangriffe. Trotzdem starben 86 Menschen bei den Bombenangriffen auf die Altstadt von Ahrweiler am 29. Januar 1945. In den ungenutzten Tunneln des strategischen Bahndamms wurden im Rahmen der U-Verlagerung Rüstungsgüter hergestellt, wozu auch Zwangsarbeiter eingesetzt wurden. Von den Produktionsanlagen ausgehend wurde eine notdürftige elektrische Versorgung für die Tunnelstadt aufgebaut.

## Gedenkstätte Silberbergtunnel
Am 3. Juli 2004 wurde ein kleines Freilichtmuseum als Gedenkstätte am ehemaligen Ostportal durch den Heimatverein Alt-Ahrweiler eröffnet. Sie ist über den Rotweinwanderweg erreichbar. In unmittelbarer Nähe des gesprengten Westportals befindet sich heute der Eingang zum Museum im Regierungsbunker.